# G20 del 2013
Il G20 del 2013 è stato l'ottavo meeting del Gruppo dei Venti (G20). Si è tenuto il 5 e 6 settembre 2013 nel Palazzo di Costantino di San Pietroburgo, in Russia. È stato il primo vertice del G20 ospitato dalla Russia. La riunione è stata guidata dal Presidente russo Vladimir Putin.

## Risultati

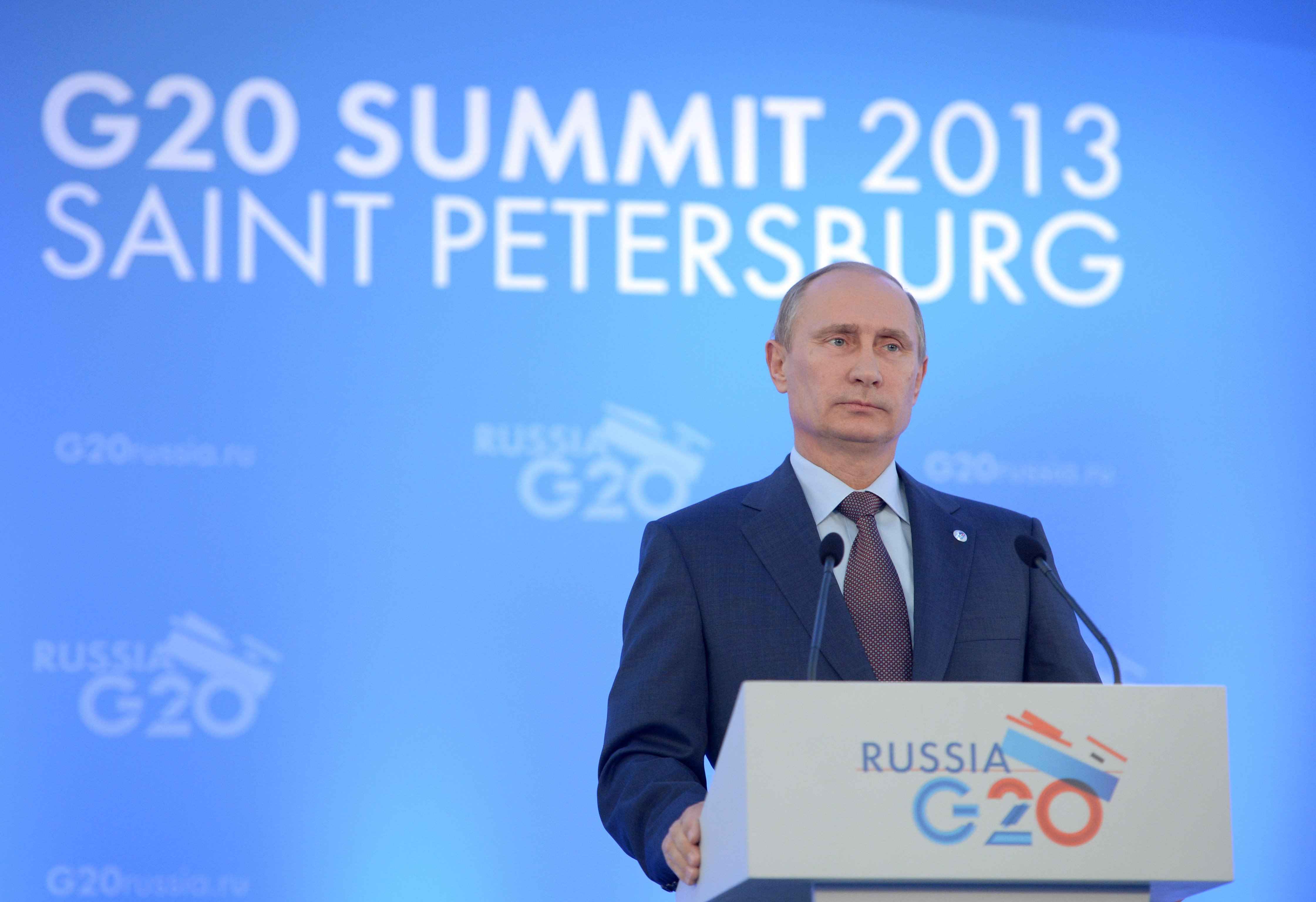
Vladimir Putin durante la conferenza stampa

La riunione fu dominata dal tema riguardante la guerra civile siriana e le potenziali reazioni internazionali all'attacco chimico di Ghūṭa. Il vertice si svolse dopo che gli sforzi guidati dagli Stati Uniti di ottenere una risoluzione del Consiglio di sicurezza delle Nazioni Unite che autorizzasse un'azione militare contro il governo di Bashar al-Assad erano falliti a causa dell'opposizione russa e cinese. Inoltre il Parlamento britannico aveva respinto una mozione riguardante il coinvolgimento britannico in un'eventuale azione militare il 30 agosto.
I media riportarono che durante summit si scontrarono le posizioni del Presidente americano Barack Obama, che tentava di ottenere il supporto da parte degli altri leader per un'azione militare e il Presidente russo Vladimir Putin che si opponeva a qualsiasi azione.
I rappresentanti di 11 Paesi firmarono una dichiarazione scritta dagli Stati Uniti che incolpava e condannava il governo di Assad per gli attacchi e invocava una "forte risposta internazionale".

## Partecipanti

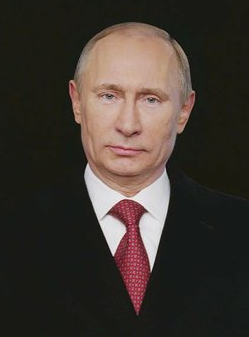
RUS Vladimir Putin, Presidente
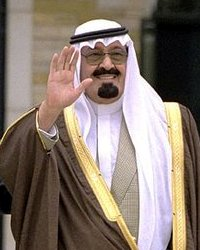
SAU Abd Allah, Re
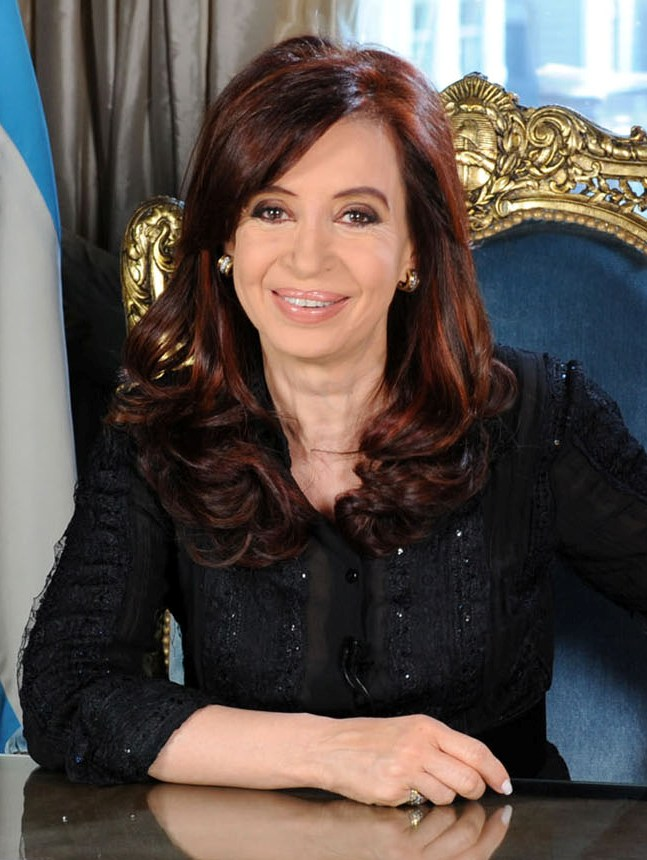
ARG Cristina Fernández de Kirchner, Presidente
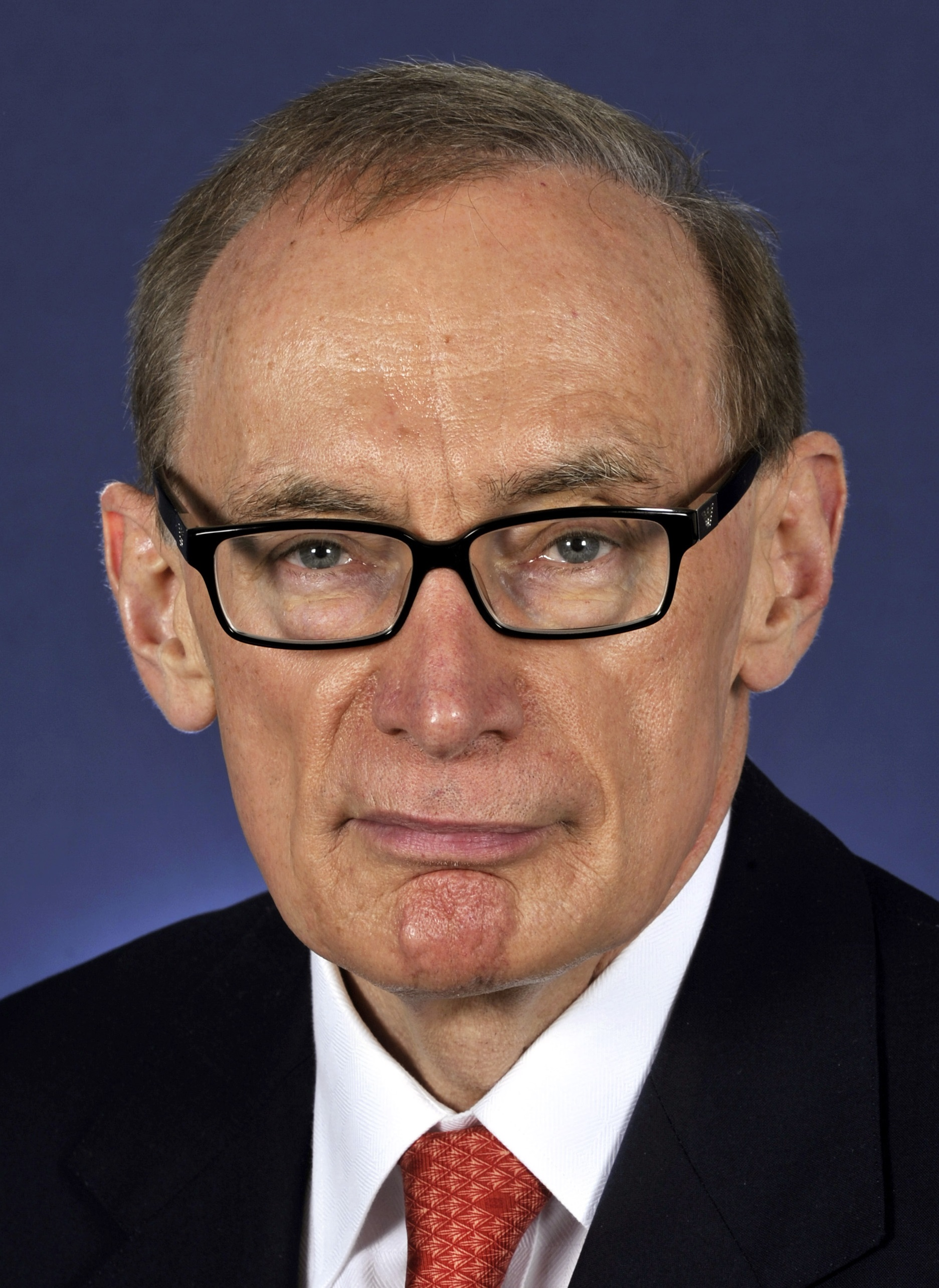
AUS Bob Carr, Ministro degli esteri
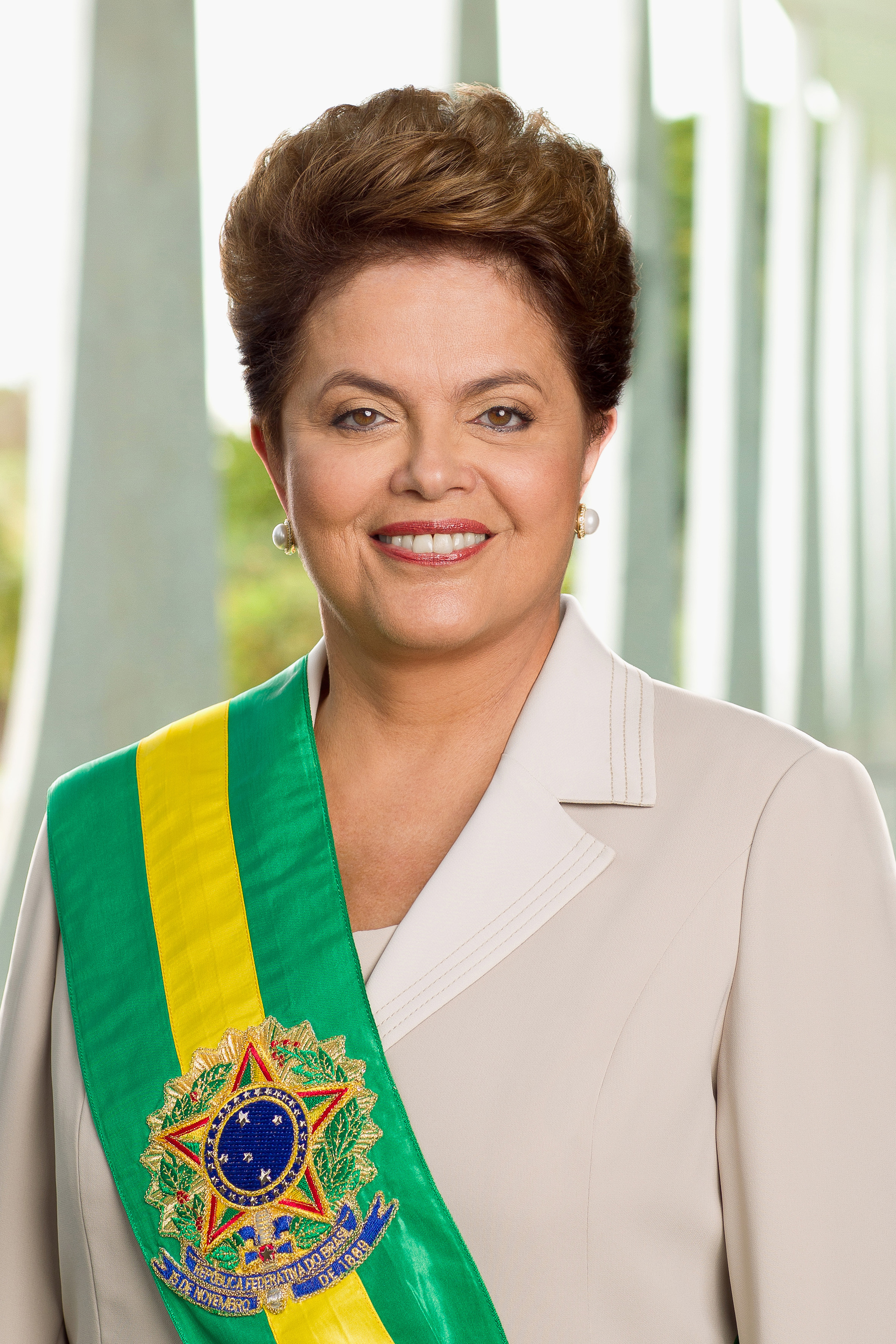
BRA Dilma Rousseff, Presidente
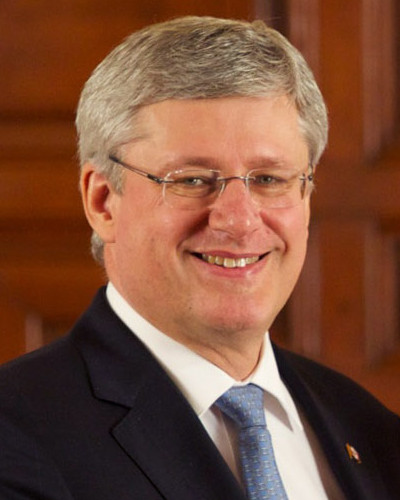
CAN Stephen Harper, Primo ministro
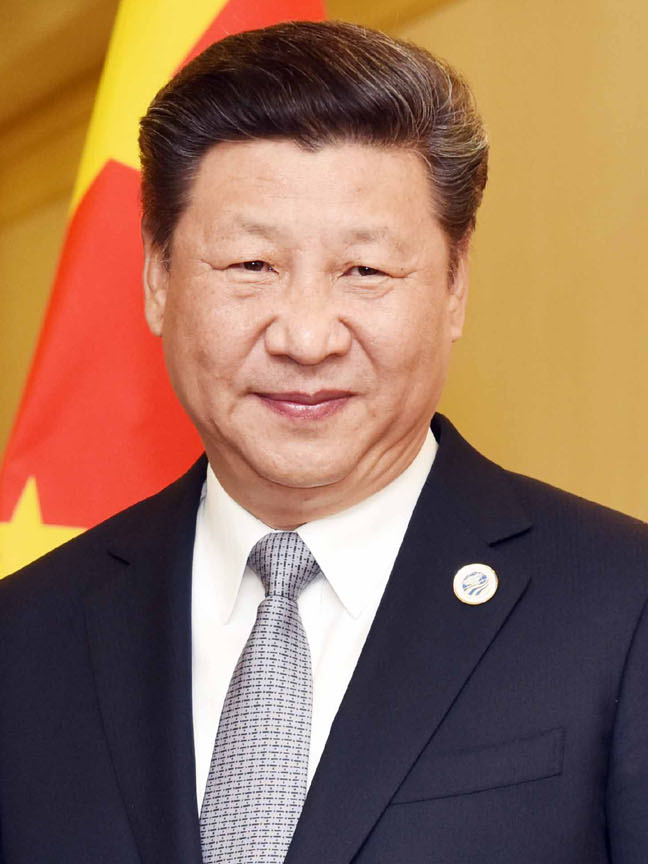
CHN Xi Jinping, Presidente
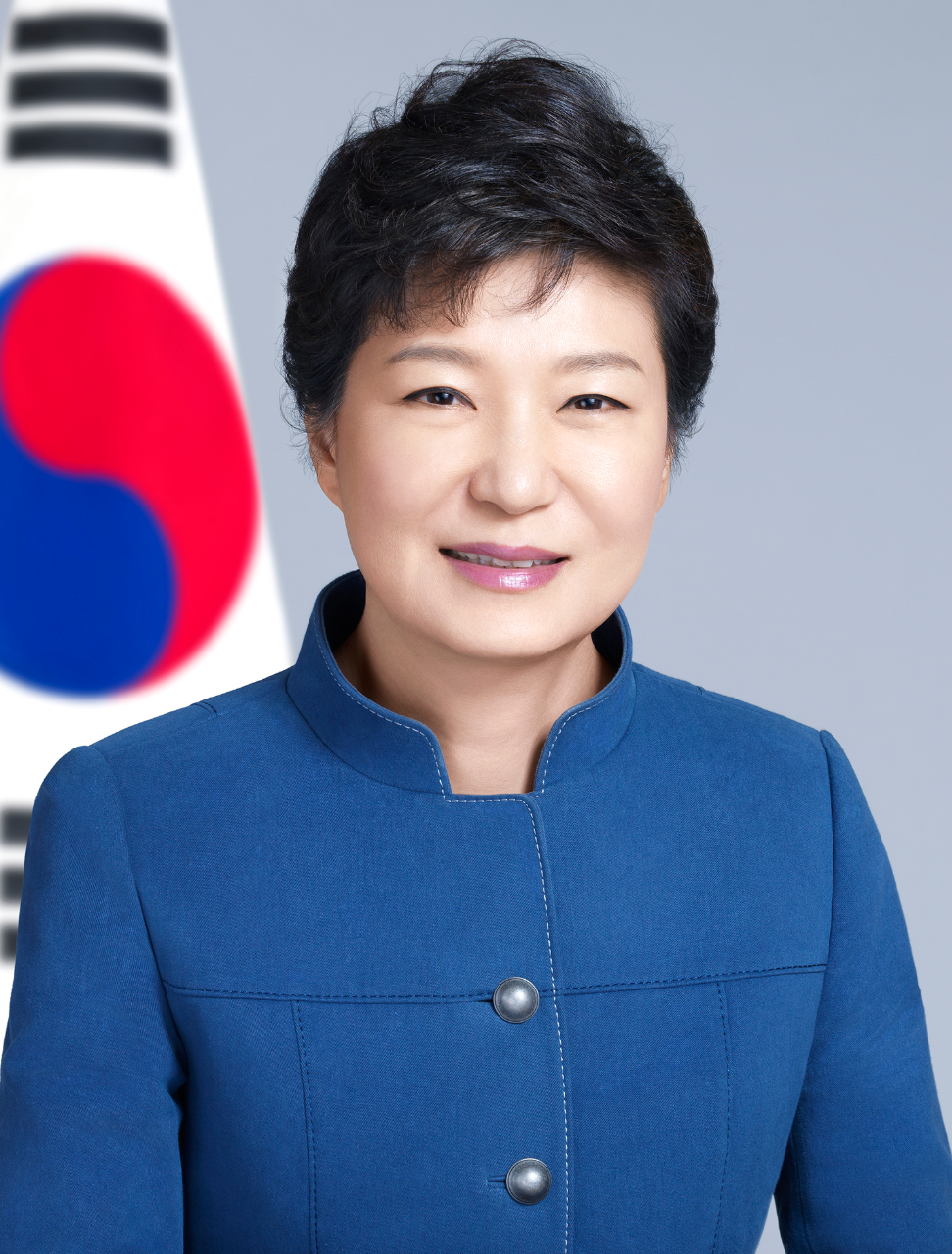
KOR Park Geun-hye, Presidente
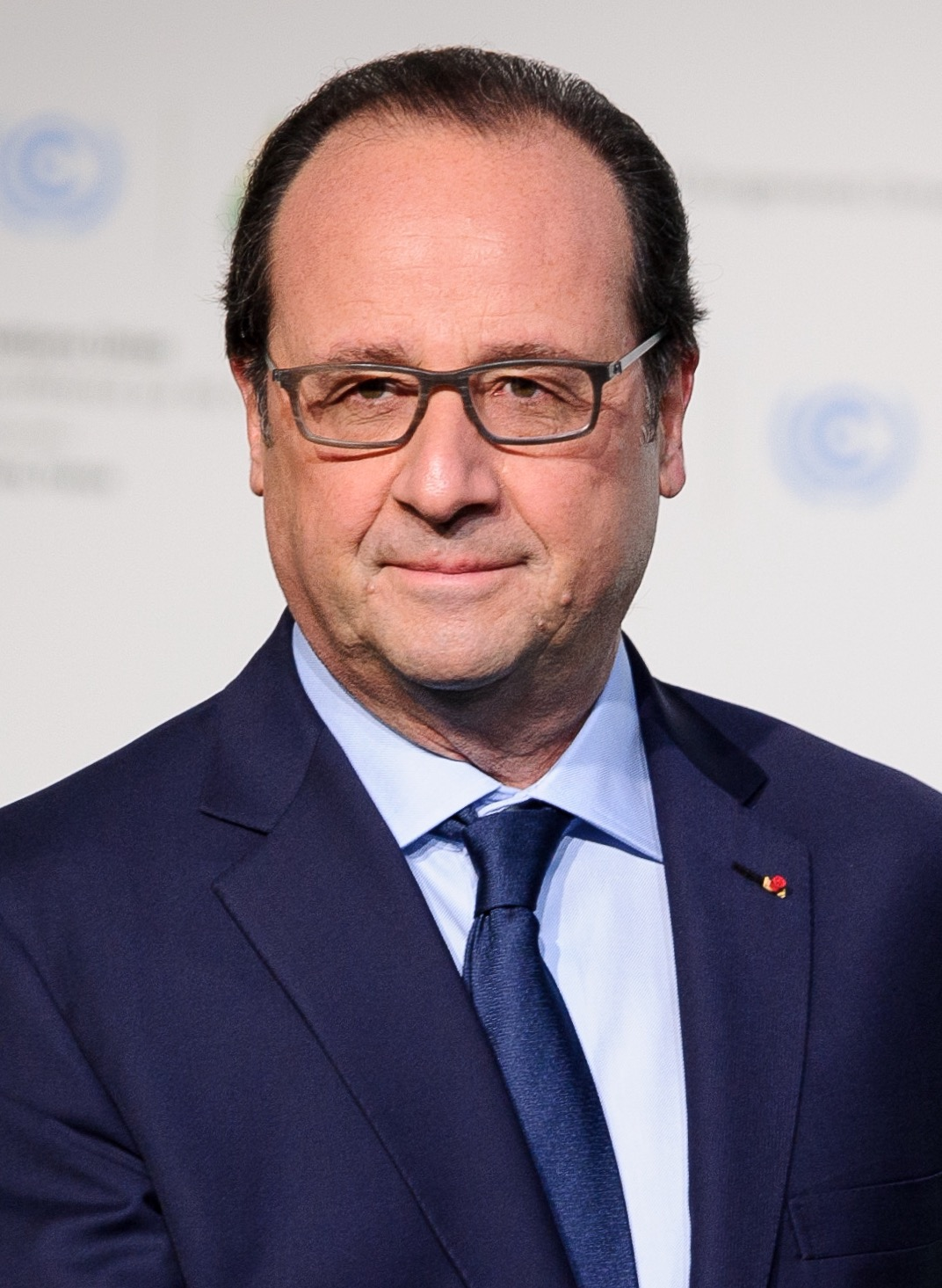
FRA François Hollande, Presidente
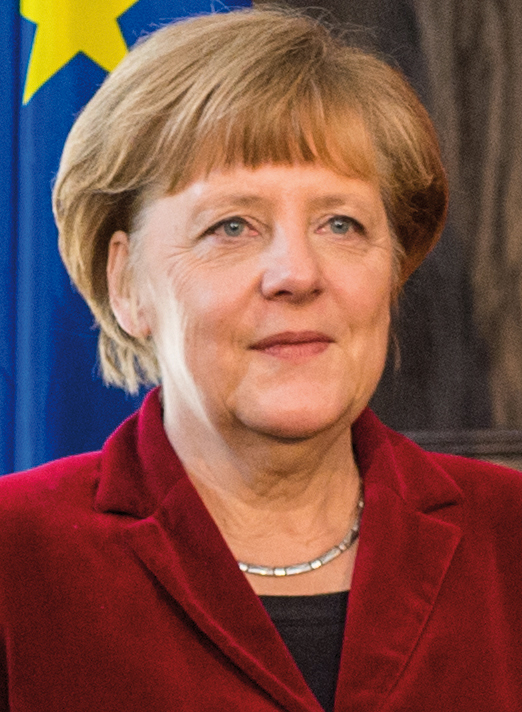
DEU Angela Merkel, Cancelliera
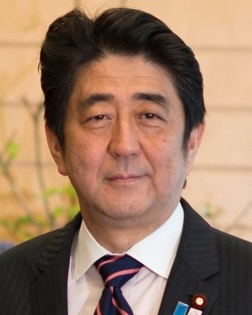
JPN Shinzō Abe, Primo ministro
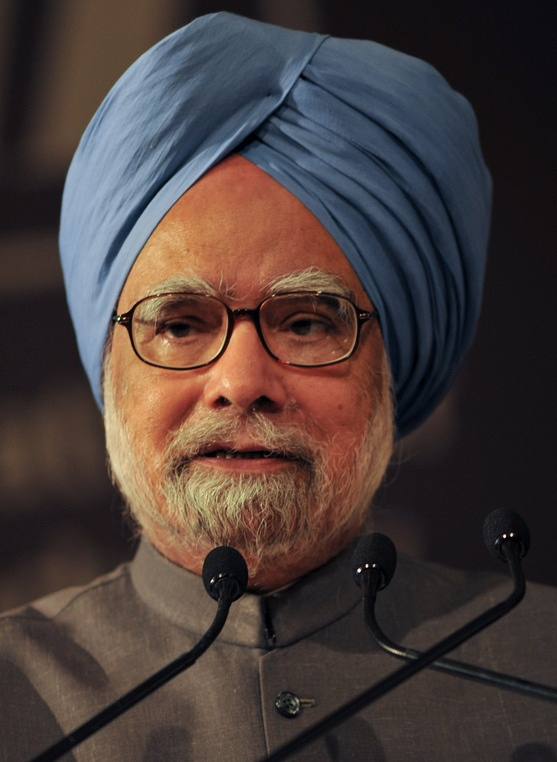
IND Manmohan Singh, Primo ministro
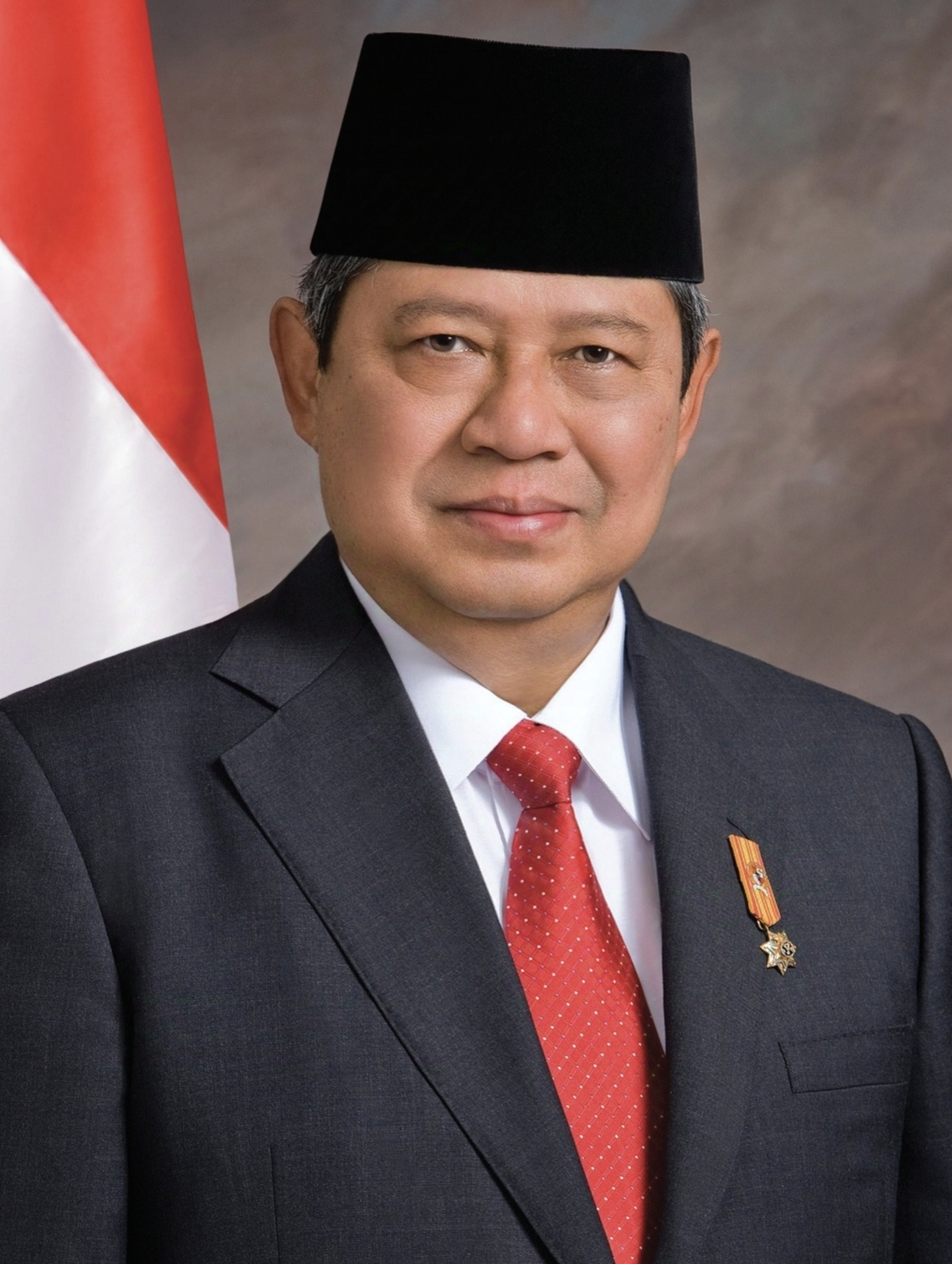
IDN Susilo Bambang Yudhoyono, Presidente
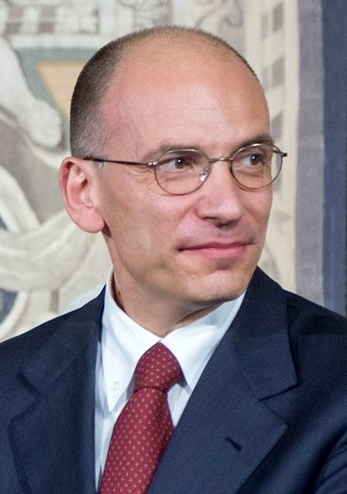
ITA Enrico Letta, Presidente del Consiglio
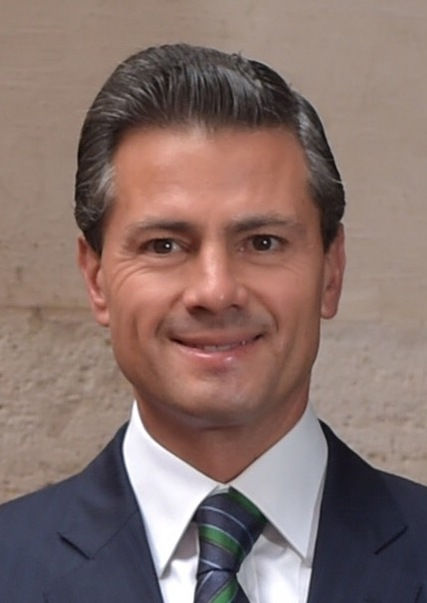
MEX Enrique Peña Nieto, Presidente
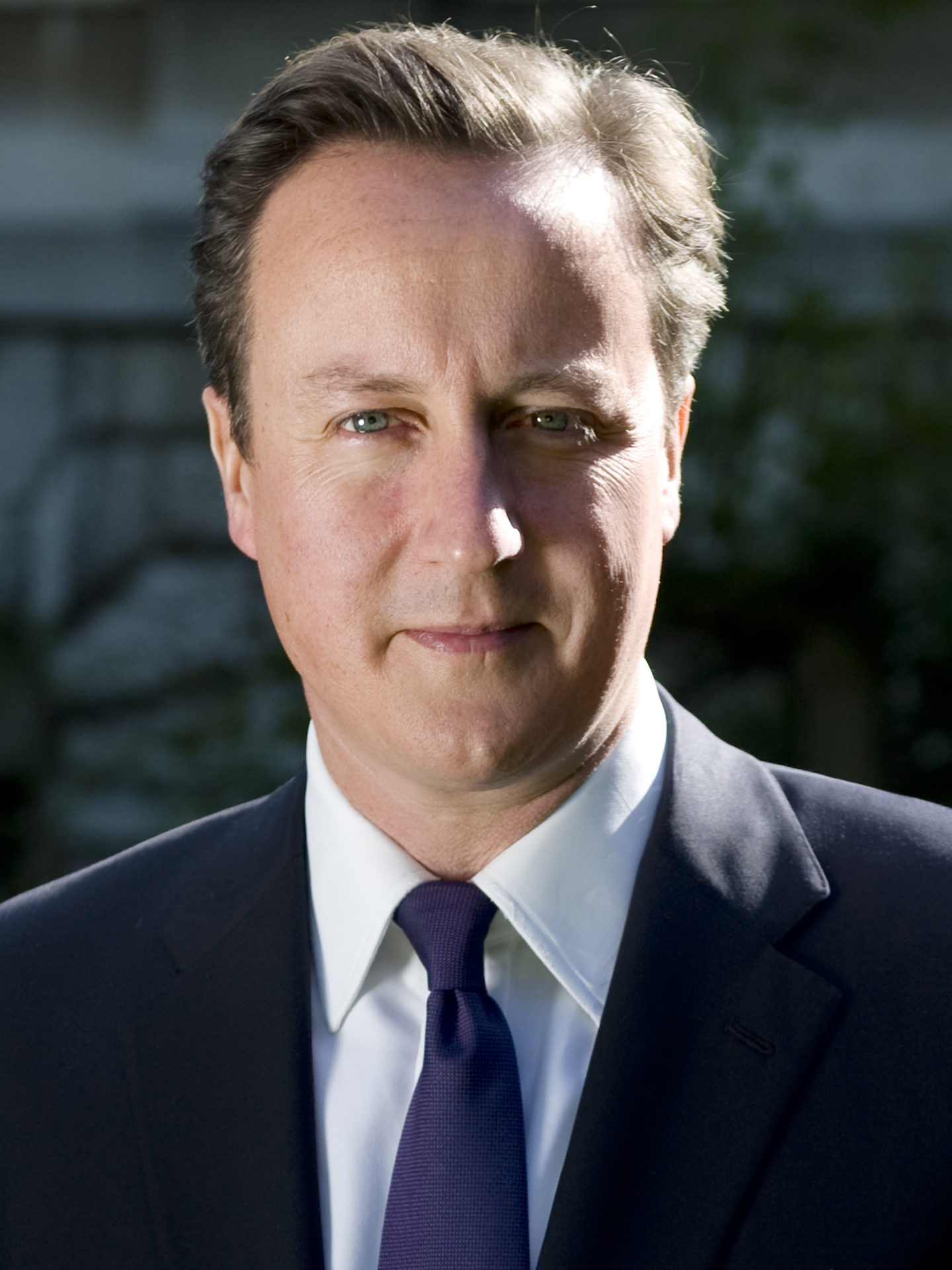
GBR David Cameron, Primo ministro
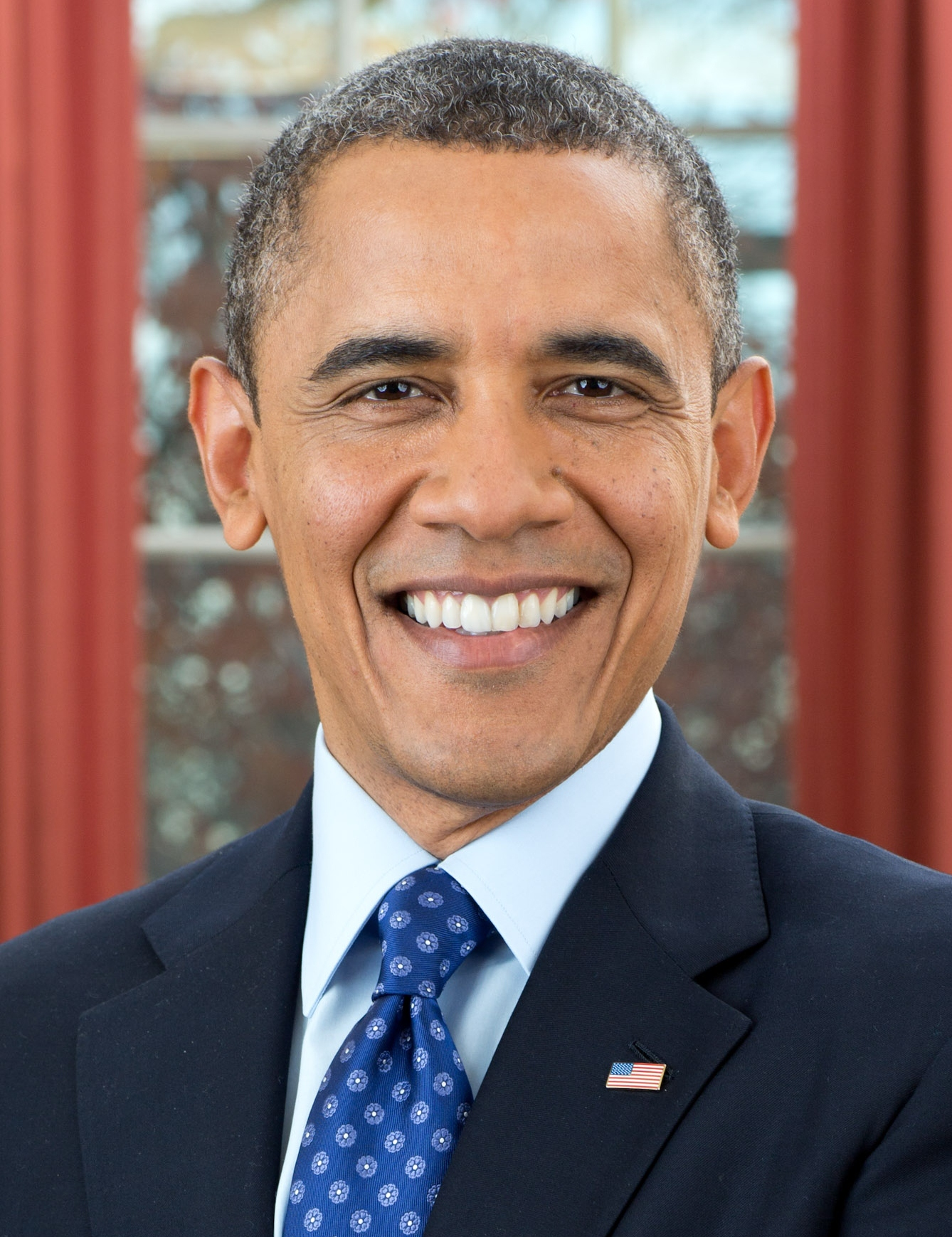
USA Barack Obama, Presidente
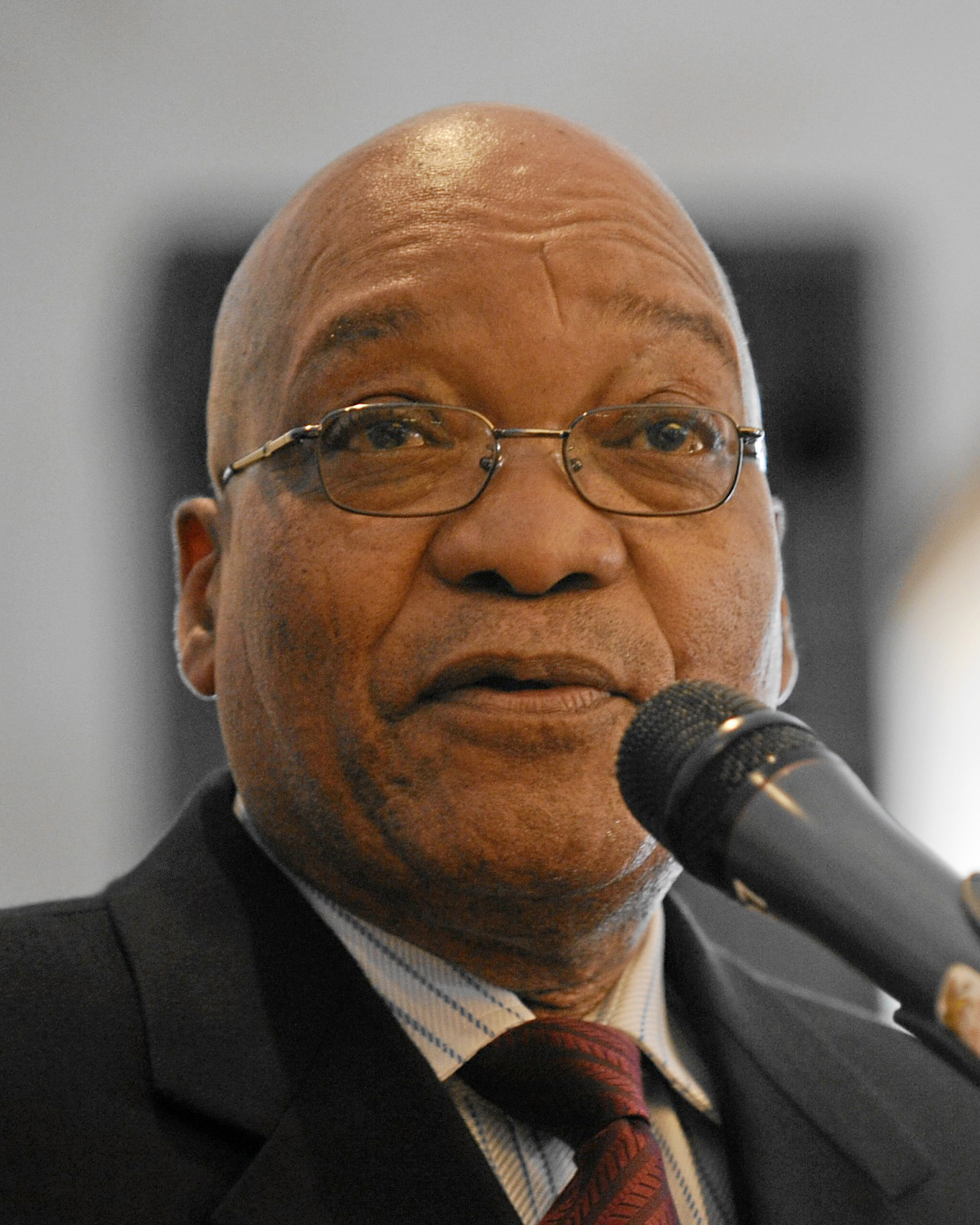
ZAF Jacob Zuma, Presidente
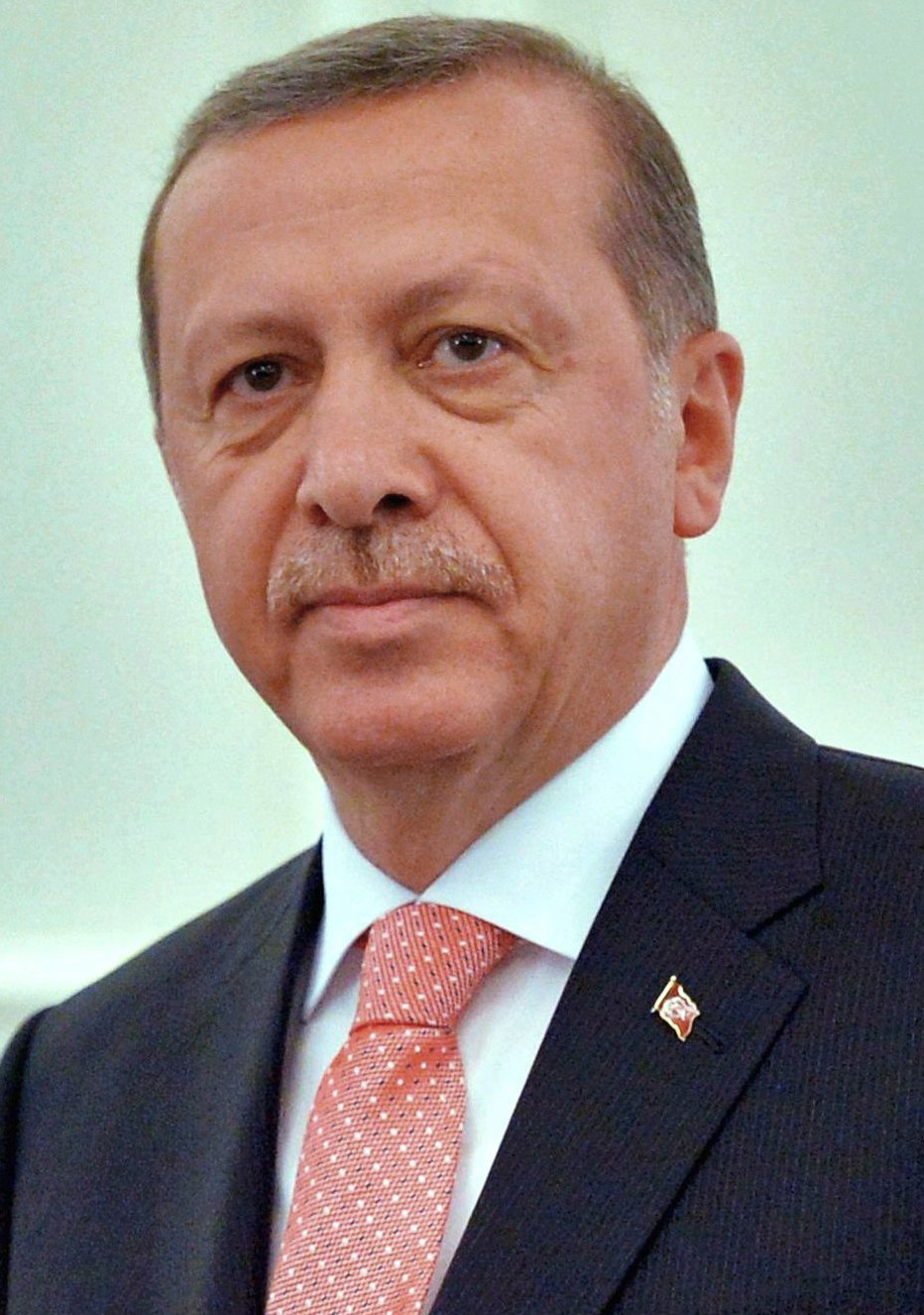
TUR Recep Tayyip Erdoğan, Presidente
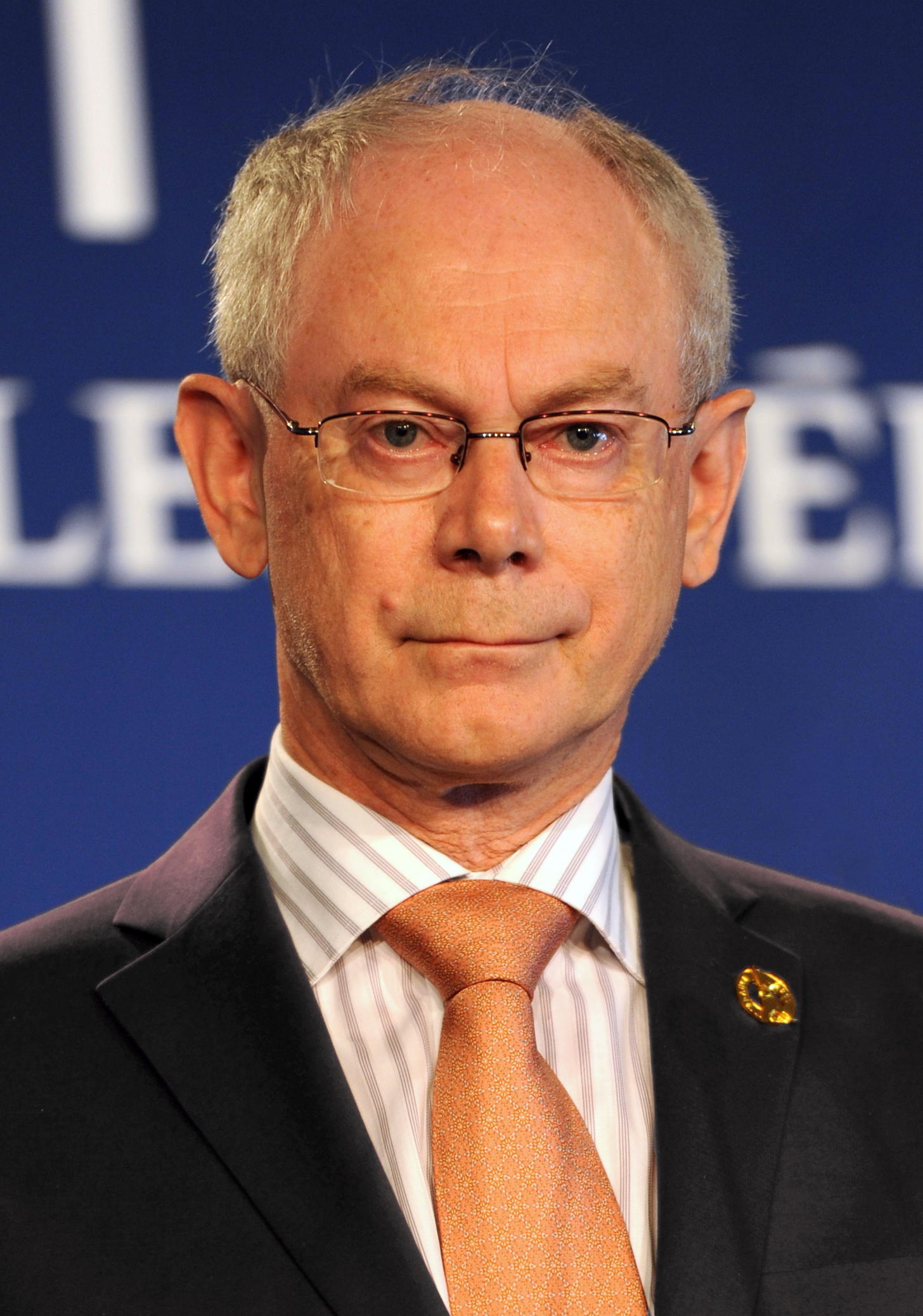
' Herman Van Rompuy, Presidente del Consiglio europeo
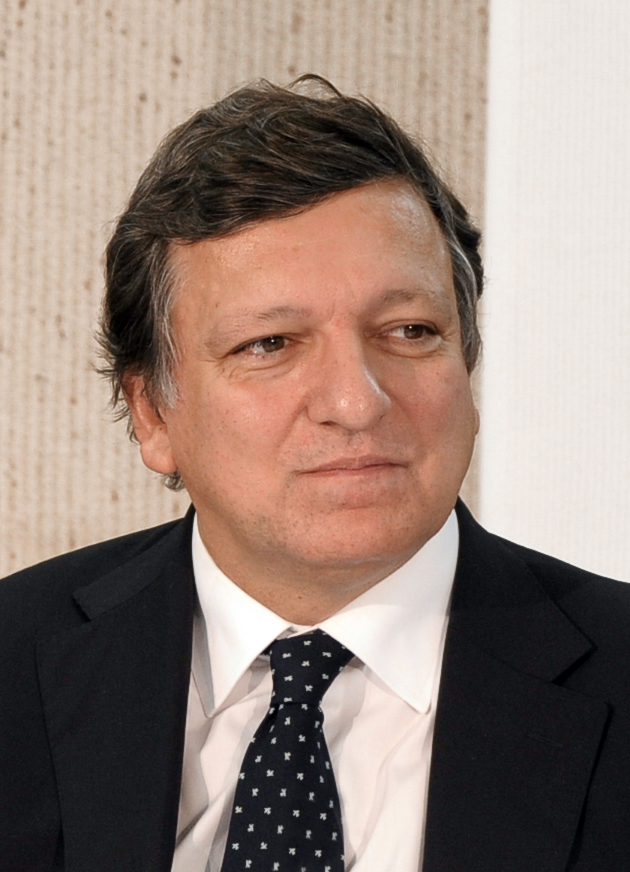
' José Manuel Barroso, Presidente della Commissione

- Russia
Vladimir Putin,
 Presidente
- Arabia Saudita
Abd Allah,
 Re
- Argentina
Cristina Fernández de Kirchner,
 Presidente
- Australia
Bob Carr,
 Ministro degli esteri[3]
- Brasile
Dilma Rousseff,
 Presidente
- Canada
Stephen Harper,
 Primo ministro
- Cina
Xi Jinping,
 Presidente
- Corea del Sud
Park Geun-hye,
 Presidente
- Francia
François Hollande, Presidente
- Germania
Angela Merkel,
 Cancelliera
- Giappone
Shinzō Abe,
 Primo ministro
- India
Manmohan Singh,
 Primo ministro
- Indonesia
Susilo Bambang Yudhoyono,
 Presidente
- Italia
Enrico Letta,
 Presidente del Consiglio
- Messico
Enrique Peña Nieto,
 Presidente
- Regno Unito
David Cameron,
 Primo ministro
- Stati Uniti
Barack Obama,
 Presidente
- Sudafrica
Jacob Zuma,
 Presidente
- Turchia
Recep Tayyip Erdoğan,
 Presidente
- Unione europea
Herman Van Rompuy,
 Presidente del Consiglio europeo
- Unione europea
José Manuel Barroso,
 Presidente della Commissione

### Leader invitati

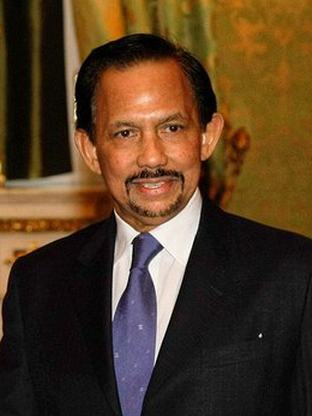
BRN Hassanal Bolkiah, Sultano
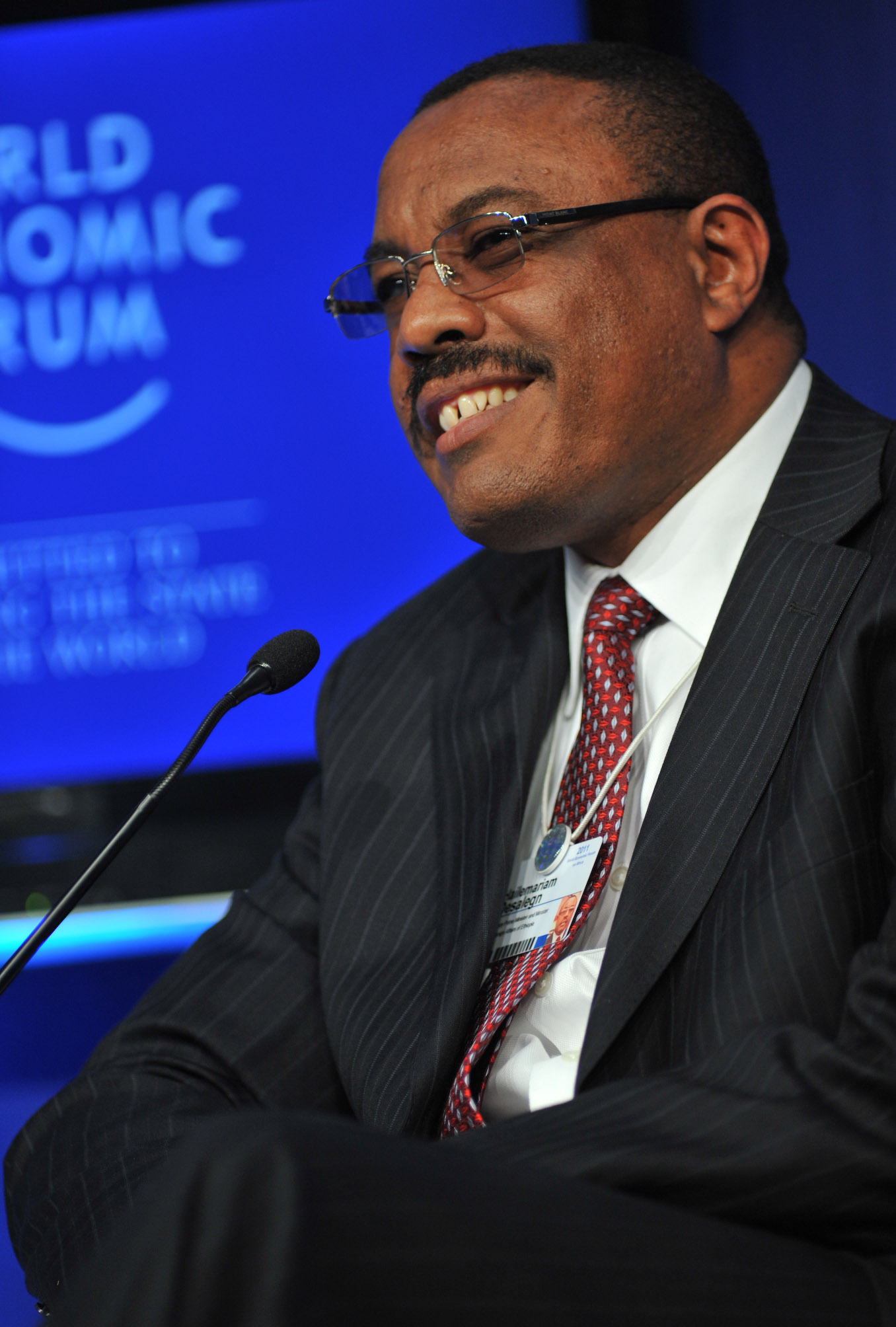
ETH Haile Mariam Desalegn, Primo ministro
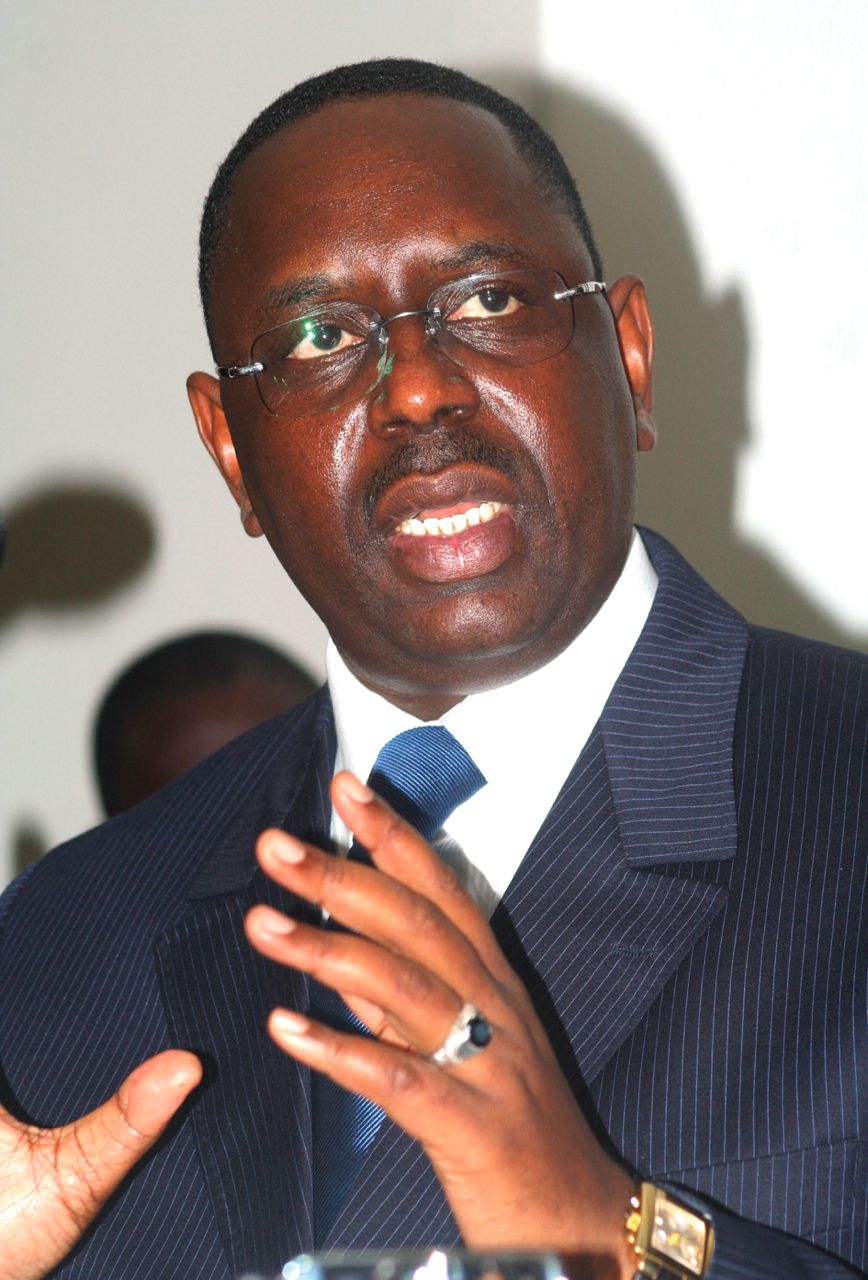
SEN Macky Sall, Presidente
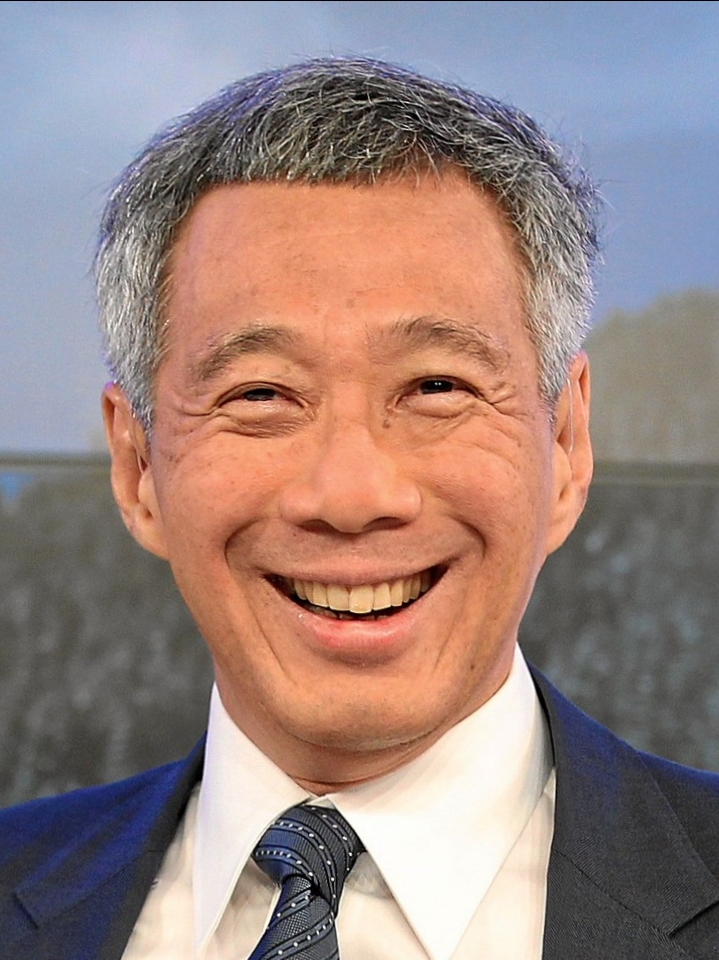
SGP Lee Hsien Loong, Primo ministro
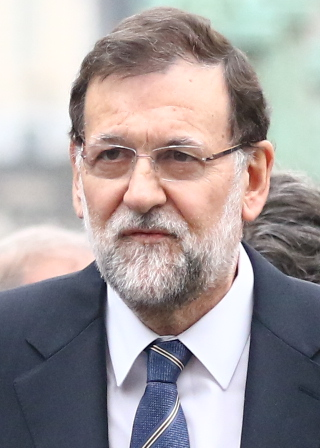
ESP Mariano Rajoy, Presidente del Governo, Ospite permanente
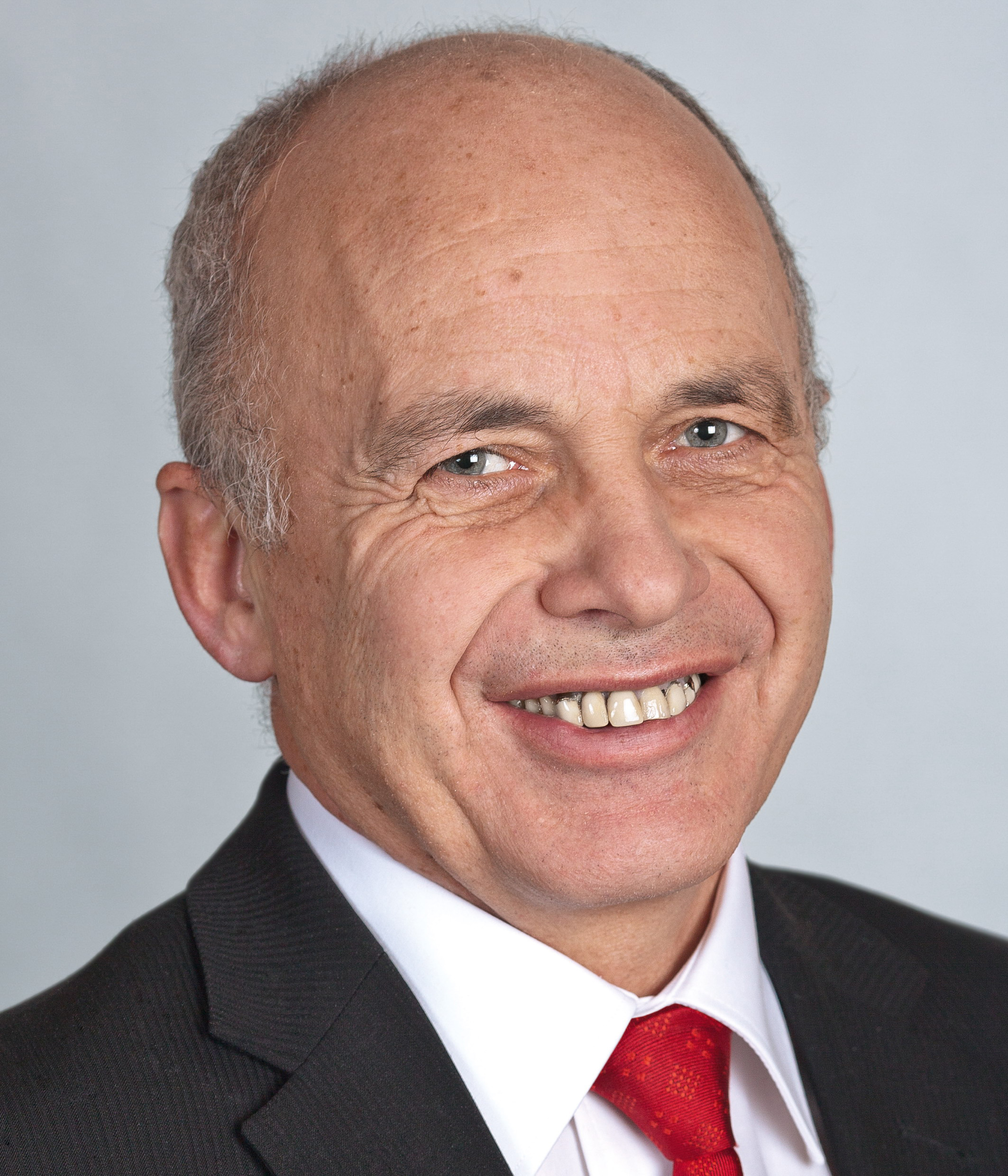
CHE Ueli Maurer, Presidente

- Brunei
Hassanal Bolkiah, 
Sultano[4]
- Etiopia
Haile Mariam Desalegn, 
Primo ministro[5]
- Senegal
Macky Sall,
 Presidente[6]
- Singapore
Lee Hsien Loong,
 Primo ministro
- Spagna
Mariano Rajoy,
 Presidente del Governo, Ospite permanente
- Svizzera
Ueli Maurer,
 Presidente